# قلعة فوينسالدنيا
قلعة فوينسالدنيا (بالإسبانية: Castillo de Fuensaldaña)‏ هي قلعة تقع في منطقة سهلية في مقاطعة فوينسالدنيا، على بعد 6 كم من بلد الوليد، تم تأسسيه بأمر من ألونسو بيريث دي بيبرو. وتم إدراج هذا المبنى تحت في قائمة مواقع التراث التاريخي الإسباني بموجب مرسوم 22 أبريل 1949، وقانون 16/1985.